# Le Rialet
Le Rialet är en kommun i departementet Tarn i regionen Occitanien i södra Frankrike. Kommunen ligger i kantonen Mazamet-Nord-Est som tillhör arrondissementet Castres. År 2022 hade Le Rialet 63 invånare.

## Befolkningsutveckling
Antalet invånare i kommunen Le Rialet
| Referens: INSEE |